# Jertovec
Jertovec is een plaats in de gemeente Konjščina in de Kroatische provincie Krapina-Zagorje. De plaats telt 791 inwoners (2001).